# Joeropsis monsmarinus
Joeropsis monsmarinus là một loài chân đều trong họ Joeropsididae. Loài này được Kensley miêu tả khoa học năm 1980.